# 서명진
서명진(1999년 6월 29일~)은 한국프로농구 울산 현대모비스 피버스 소속 농구 선수이다. 2018년 KBL 드래프트에서 전체 3순위로 울산 현대모비스 피버스에 입단하였다. 2015년 KBL 드래프트에서 전주 KCC 이지스의 송교창이 선발된 이후, 3년 만에 고교 졸업 예정자 신분으로 드래프트에 선발되었다.

## 학력
- 부산성남초등학교
- 금명중학교
- 부산중앙고등학교

## 경력
- 2018년 ~ 현재 : 울산 현대모비스 피버스 (2018년 드래프트 전체 3순위)